# Malcolm Laing

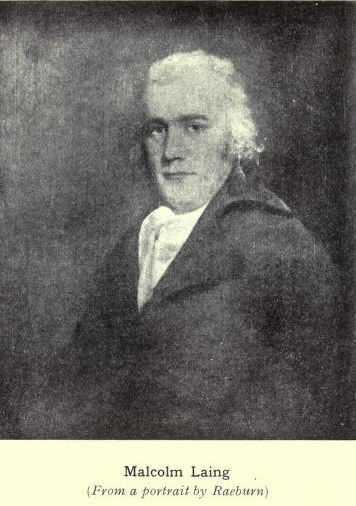
Malcolm Laing

Malcolm Laing (* 1762 auf Orkney, Schottland; † 6. November 1818) war ein schottischer Politiker und Schriftsteller.

## Leben
Malcolm Laing wurde als erster Sohn von Robert Laing auf dessen Anwesen auf den Orkneyinseln geboren. Er besuchte eine höhere Schule in Kirkwall und studierte dann an der Universität Edinburgh. Im Juli 1785 wurde Laing als Anwalt in Schottland zugelassen. Seine Plädoyers galten jedoch als sprachlich ungelenk und er arbeitete mit begrenztem Erfolg. Dies eröffnete Laing die zeitlichen Kapazitäten, sich mit Geschichtswissenschaften und Literatur zu beschäftigen. So wirkte er 1793 an der Vervollständigung des sechsten Bandes der Reihe The History of Great Britain mit und veröffentlichte im Jahre 1800 ein eigenes Werk mit dem Titel History of Scotland, das die schottische Geschichte zwischen 1603 und 1707 abdeckt. Am 10. September 1805 ehelichte Laing seine Frau Margaret. Die Ehe blieb kinderlos. Infolge seiner zahlreichen Tätigkeiten erlitt Laing 1808 einen Zusammenbruch und zog sich weitgehend zurück. Er verstarb im November 1818.

## Politischer Werdegang
1794 begann Laing die Wahlinteressen von Thomas Dundas, 1. Baron Dundas, der bei den Wahlen 1790 seinem Widersacher John Balfour knapp unterlag, zu koordinieren. Nachdem Robert Honyman Dundas versprach, Laing als Sheriff auf Orkney einzusetzen, sobald eine Position frei würde, unterstützten beide fortan die Kandidatur Honymans bei der Wahl 1796. Honyman gewann ohne Gegenkandidat. Sein Versprechen brach er 1801, woraufhin Laing Unterstützung zugesagt wurde, sollte er selbst zur Wahl antreten wollen. Laing unterstützte jedoch Honyman, der seinen Sitz bei den Wahlen 1802 verteidigte.
Bei den Wahlen 1806 bekundete Laing sein Interesse zur Kandidatur für den Wahlkreis Orkney and Shetland. Aus taktischen Gründen und da man ihm eine Kandidatur im Wahlkreis Tain Burghs in Aussicht stellte, verzichtete Laing zugunsten von Honymans gleichnamigem Neffen, der die Wahlen ohne Gegenkandidat gewann. Nach der Auflösung des Parlaments im folgenden Jahr trat Laing ohne Gegenkandidat für Orkney und Shetland an und zog im Juni 1807 in das britische Unterhaus ein. Laing beteiligte sich rege am parlamentarischen Leben. Seine letzte verzeichnete Rede hielt er am 5. Mai 1808. Trotz gesundheitlicher Probleme behielt er bis zum Ende der Wahlperiode im Jahre 1812 seinen Sitz im Parlament. Er trat zu keiner weiteren Wahl an und schied aus dem Unterhaus aus.